# バレーボールメキシコ男子代表
バレーボールメキシコ男子代表（バレーボールメキシコ だんしだいひょう）は、バレーボールの国際大会で編成されるメキシコの男子バレーボールナショナルチームである。
1955年に国際バレーボール連盟へ加盟。

## 過去の成績

### オリンピックの成績
- 1968年 - 10位
- 2004年 - 北中米予選敗退
- 2008年 - 北中米予選敗退
- 2012年 - 北中米予選敗退
- 2016年 - 11位

### 世界選手権の成績
1949年から1970年まで出場なし
- 1974年 - 10位
- 1978年 - 12位
- 1982年 - 18位
- 1986年 - 不出場
- 1990年 - 不出場
- 1994年 - 不出場
- 1998年 - 不出場
- 2002年 - 北中米予選敗退
- 2006年 - 北中米予選敗退
- 2010年 - 13位
- 2014年 - 17位

### ワールドカップの成績
- 1977年 - 9位
- 1991年 - 10位

### 北中米選手権の成績
| - 1969年 - 準優勝 - 1971年 - 3位 - 1973年 - 5位 - 1975年 - 準優勝 - 1977年 - 準優勝 - 1979年 - 3位 - 1981年 - 4位 | - 1983年 - 4位 - 1987年 - 5位 - 1989年 - 5位 - 1991年 - 4位 - 1993年 - 5位 - 1995年 - 5位 - 1997年 - 4位 | - 1999年 - 4位 - 2001年 - 6位 - 2003年 - 4位 - 2005年 - 6位 - 2007年 - 7位 - 2009年 - 5位 |